# Grossfeldsiedlung (métro de Vienne)
Grossfeldsiedlung (en allemand : U-Bahn-Station Aderklaaer Straße) est une station de la ligne U1 du métro de Vienne. Elle est située sous la Kürschnergasse, sur le territoire du XXIIe arrondissement Donaustadt, à Vienne en Autriche. 
Mise en service en 2006, elle est desservie par les rames de la ligne U1 du métro de Vienne.

## Situation sur le réseau

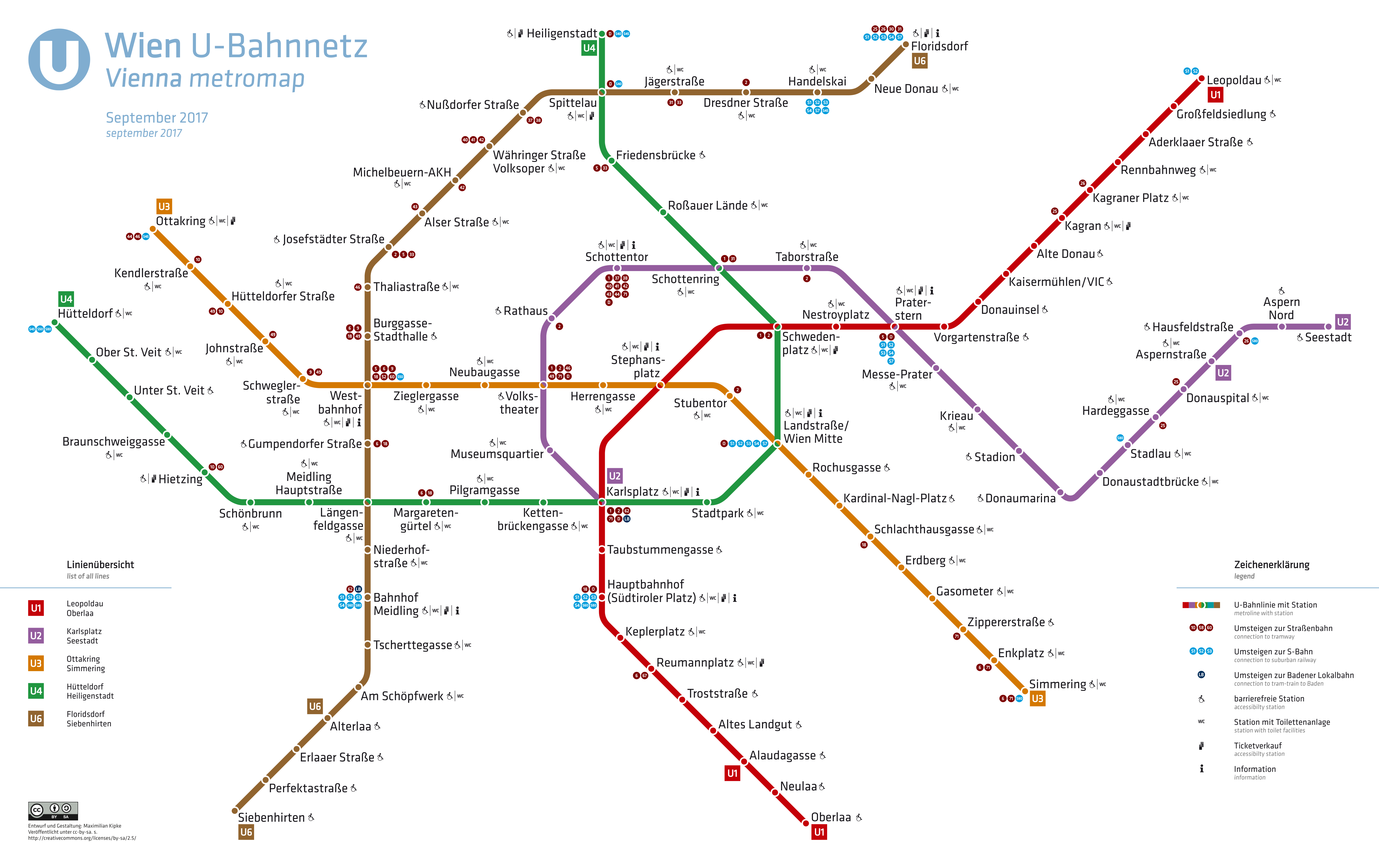
Plan du métro (2017).

Établie en souterrain Grossfeldsiedlung est une station de passage de la ligne U1 du métro de Vienne, elle est située entre la station Aderklaaer Strasse, en direction du terminus sud Oberlaa, et la station Leopoldau, terminus nord. 
Elle dispose d'un quai central encadré par les deux voies de la ligne.

## Histoire
La station Grossfeldsiedlung est mise en service le 2 septembre 2006, lors de l'ouverture à l'exploitation du prolongement de Kagran à Leopoldau.

## Services aux voyageurs

### Accès et accueil
Aux deux extrémités, la station dispose d'accès équipés d'un escalier et d'un ascenseur permettant l'accessibilité aux personnes à la mobilité réduite.

Installations
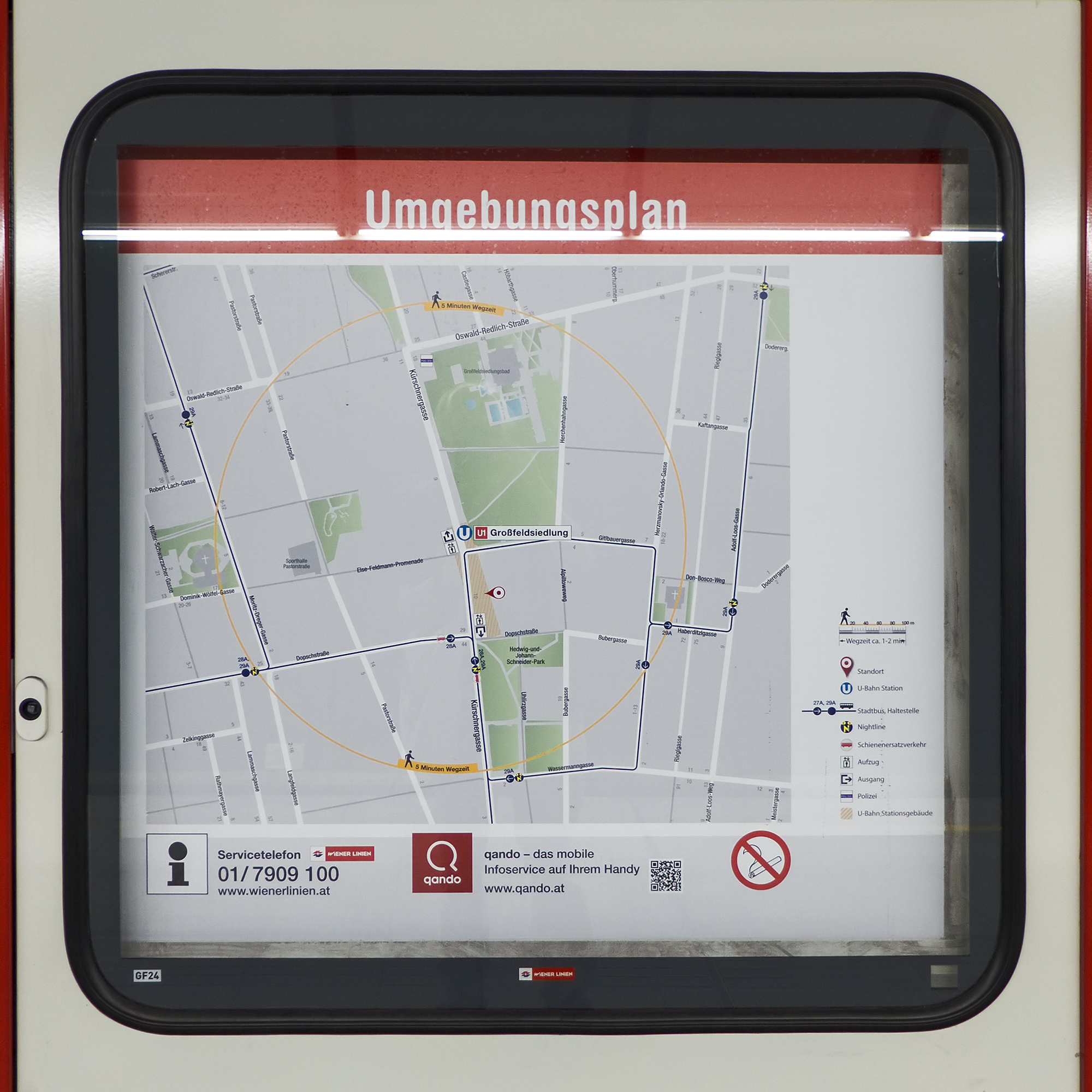
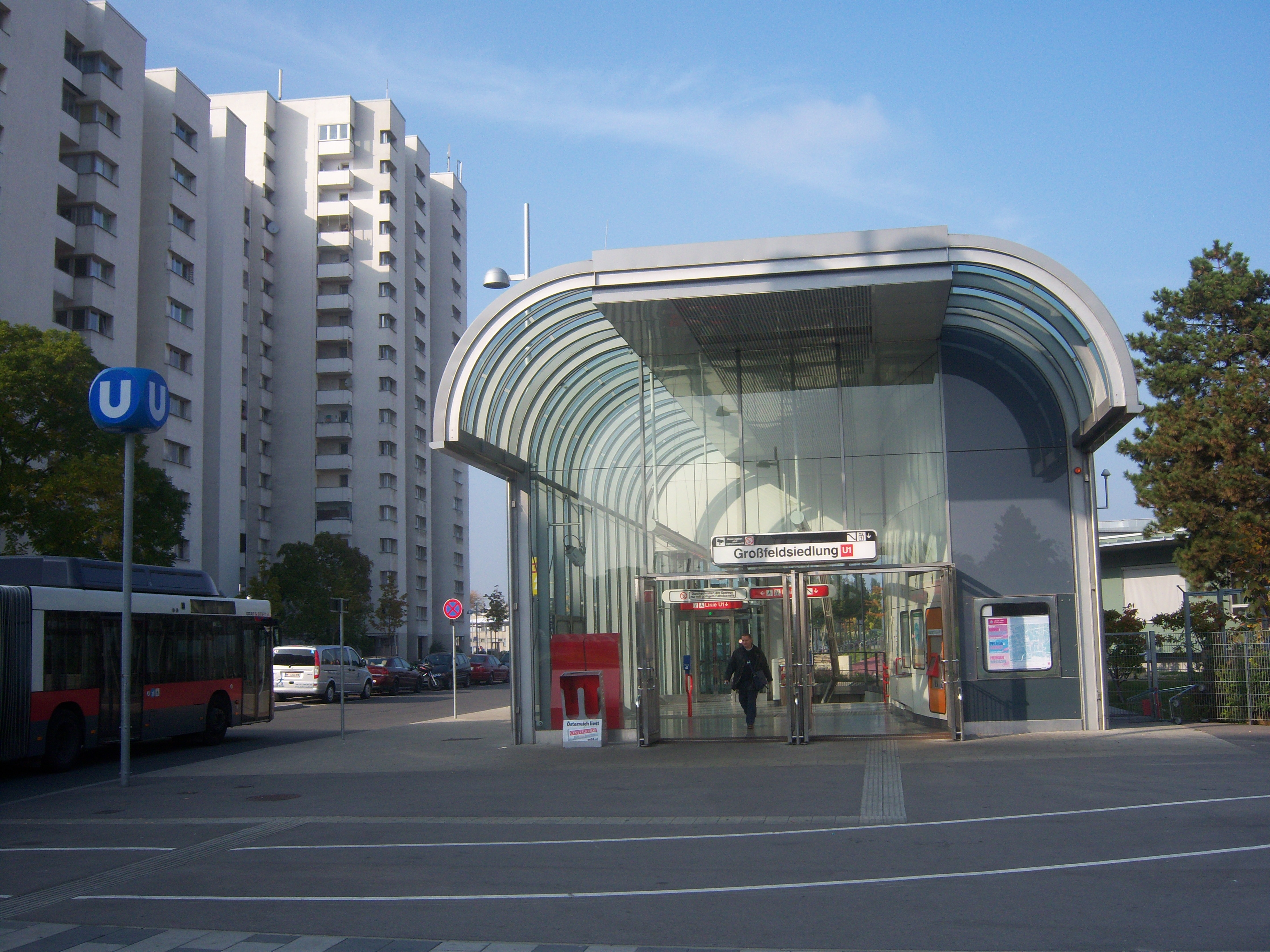
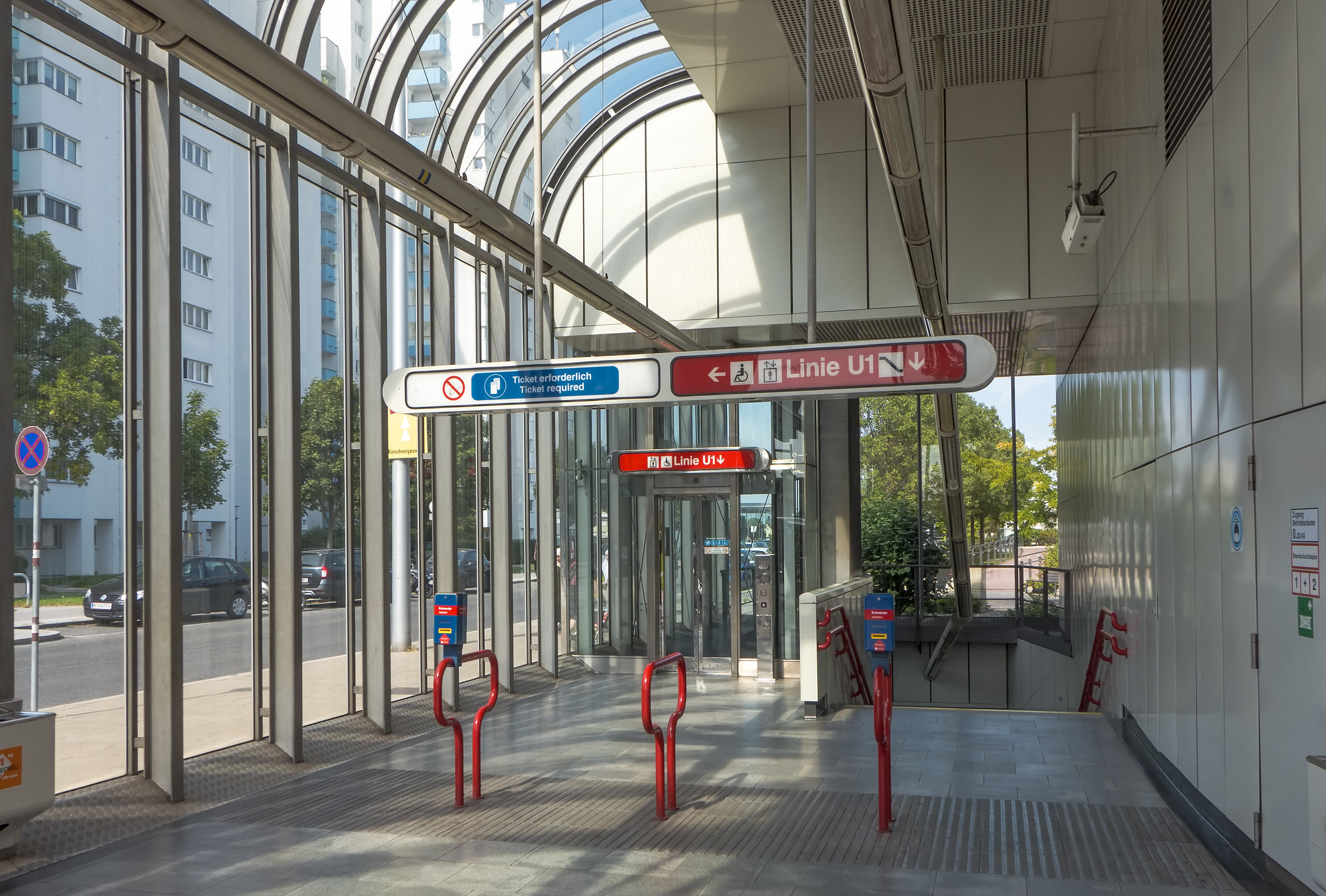

### Desserte
Grossfeldsiedlung est desservie par les rames de la ligne U1 du métro de Vienne.

Installations et desserte
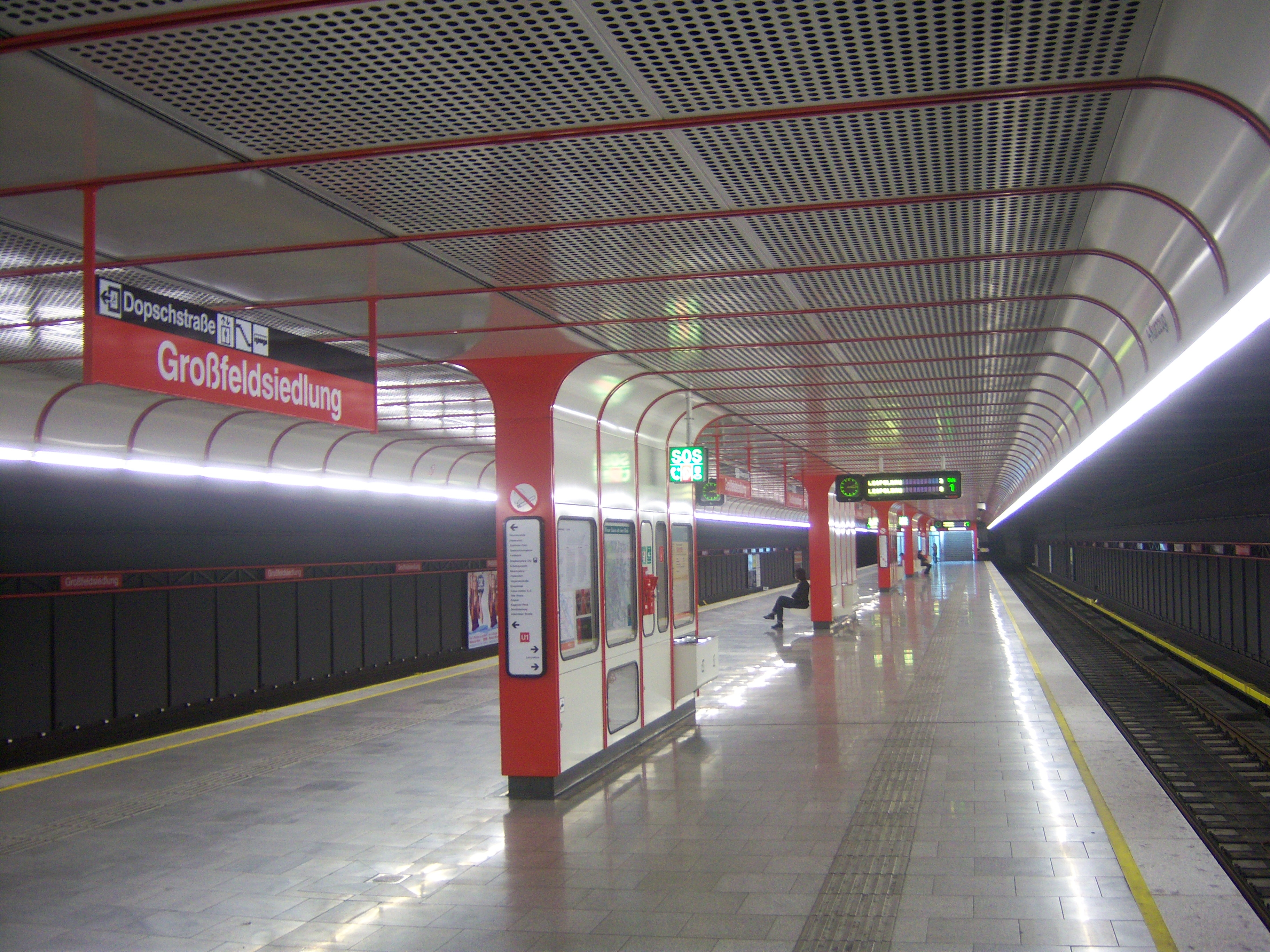
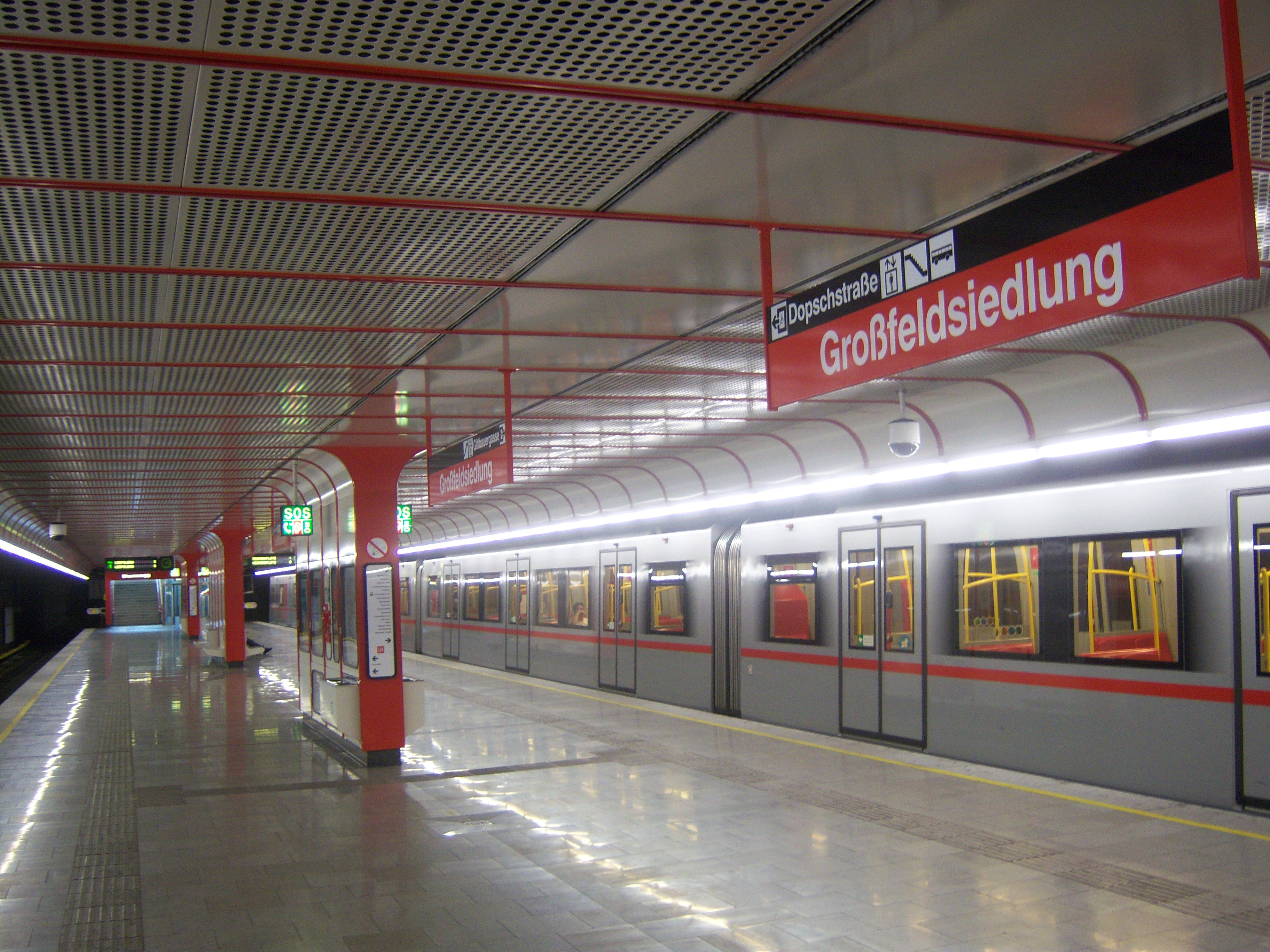
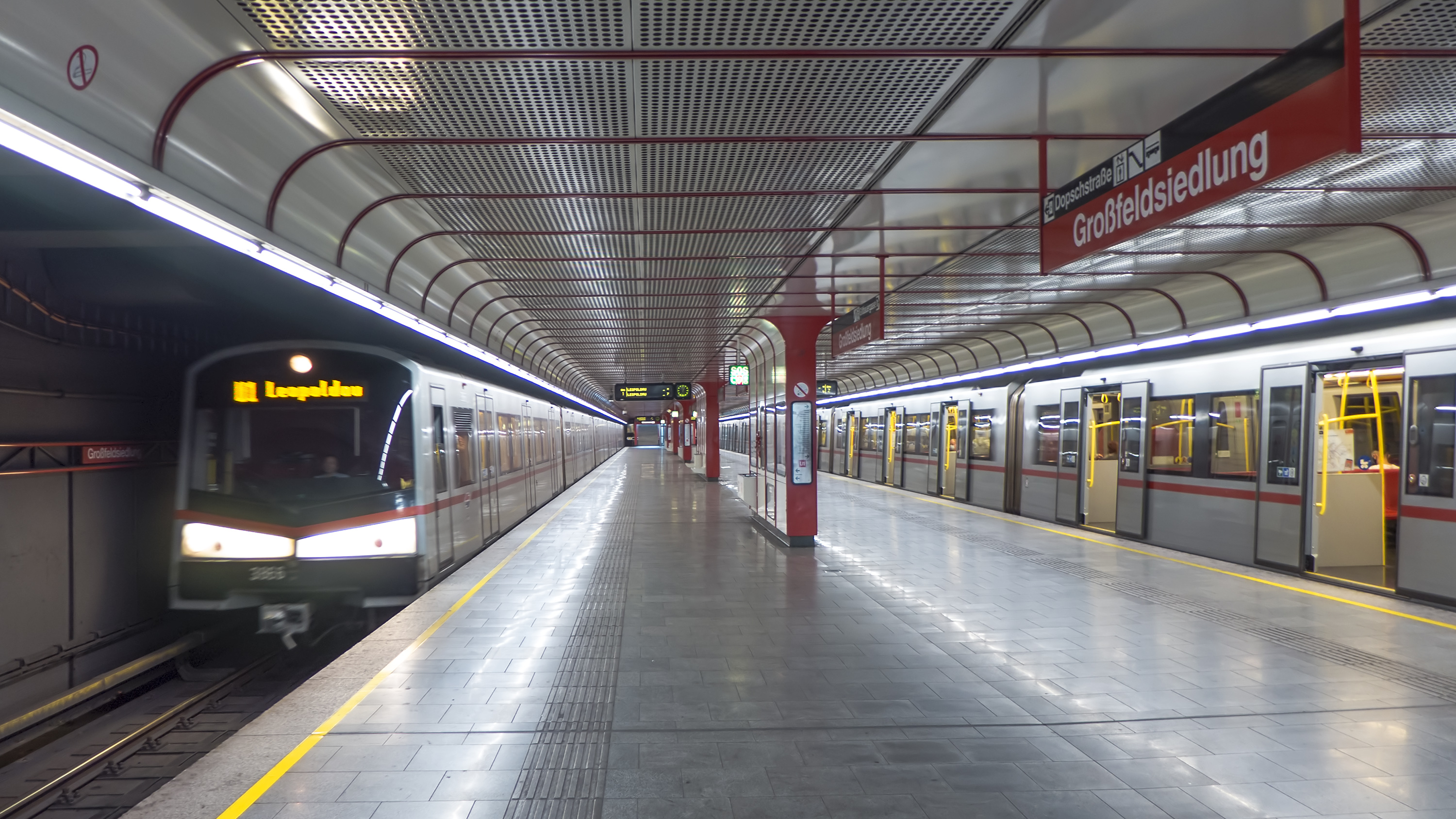

### Intermodalité
Elle est desservie par les bus des lignes 28A et 29A.